# NGC 529
NGC 529 is een elliptisch sterrenstelsel in het sterrenbeeld Andromeda. Het hemelobject ligt 200 miljoen lichtjaar (61,2 × 106 parsec) van de Aarde verwijderd en werd ontdekt op 17 november 1827 door de Britse astronoom John Herschel.

## Synoniemen
- GC 311
- 2MASX J01254030+3442465
- h 118
- HCG 10B
- MCG +06-04-019
- PGC 5299
- UGC 995
- ZWG 521.23